# Anton Friedrich Justus Thibaut
Anton Friedrich Justus Thibaut (Hameln, 4 de janeiro de 1772 - Heidelberg, 28 de março de 1840) foi um jurista alemão adepto do jusnaturalismo racional (ou iluminista). Thibaut defendia a necessidade de codificação nacional do direito alemão.

## Vida
Estudou Direito em Göttingen, Kiel e Königsberg. Em 1796 foi qualificado como professor e após um período em Jena foi chamado em 1805 para ocupar a cadeira de professor de Direito Romano em Heidelberg. Entre 1805 bis 1807, e posteriormente em 1821, Thibaut ocupou o cargo de reitor da Universidade de Heidelberg. Ele também foi cidadão de honra da cidade de Heidelberg.
Dedicou-se especialmente a Pandectística (em alemão Pandekten ou Pandektenwissenschaft), uma escola jurídica que buscava, através da análise dos textos do Direito Romano, desenvolver cientificamente aquele sistema, extraindo dele princípios e deduzindo conceitos novos a partir da abstração de conceitos anteriores.
Foi um dos protagonistas do episódio que ficou conhecido na Alemanha como disputa sobre codificação (em alemão: Kodifikationsstreit). A disputa versou sobre a necessidade de codificação do direito civil na Alemanha. 
Influenciado pelas ideias legislativas da Revolução Francesa e pelas codificações napoleônicas, Thibaut defendeu a elaboração e adoção de um Código Civil para toda a nação alemã (vide Thibaut: Sobre a necessidade de um Direito Civil Geral para a Alemanha; em alemão: Notwendigkeit eines allgemeinen bürgerlichen Rechst für Deutschland),. O grande mérito desse trabalho foi o reconhecimento da importância política de uma codificação única para os territórios de língua alemã. 
Seu opositor na disputa foi Friedrich Carl von Savigny que, por sua vez, convencido que o Direito não seria um produto da razão, mas antes do espírito do Povo (Volksgeist), rejeitou as ideias de codificação das leis civis (vide Savigny: Da vocação da nossa época para a legislação e a jurisprudência, em alemão: Vom Beruf unserer Zeit für Gesetzgebung und Rechtswissenschaft, 1814).
Na obra publicada em 1824, „Über Reinheit der Tonkunst“ (em tradução livre Sobre a pureza da arte dos tons) Thibaut se manifestou contra pretensos excessos na música sacra, que seriam manifestados em traços excessivamente operísticos, e defendeu a volta aos compositores clássicos renascentistas, como Giovanni Pierluigi da Palestrina, Tomás Luis de Victoria e Orlando di Lasso. Essa obra foi muito bem recebida e Thibaut é considerado uma figura importante para o movimento do Cecilianismo alemão.

## Obras
- System des Pandektenrechts, 1803
- Über die Notwendigkeit eines allgemeinen bürgerlichen Rechts in Deutschland, 1814 (obra digital no endereço do Max-Planck-Institut für europäische Rechtsgeschichte)
- Über Reinheit der Tonkunst, 1824
- Ueber Reinheit der Tonkunst. Zweyte, vermehrte Ausgabe. Heidelberg, im Verlag von J. C. B. Mohr. 1826.